# رنگ‌افشانی
رنگ‌افشانی،رنگ‌پاشی یا تاشیسم (به فرانسوی: Tachisme) یکی از سبک‌های نقاشی است که پس از جنگ جهانی دوم و در دهه ۱۹۵۰ توسط تعدادی از نقاشان جوان فرانسوی چون هانس هارتونگ، جرارد اشنایدر، پیر سولاژ، فرانس ولس، چائو ووچی و جرج ماتیو در پاریس شکل گرفت و همانند سبک مشابه آمریکایی خود، نقاشی کنشی، آثار به صورت شهودی و با حرکاتی خودانگیخته خلق می‌شدند. این سبک خود بخشی از یک جنبش بزرگ‌تر فرانسوی بود به نام هنر غیررسمی، که هنر انتزاعی هندسی را فدای بیان صریح می‌کرد.